# Marietta Rousseau

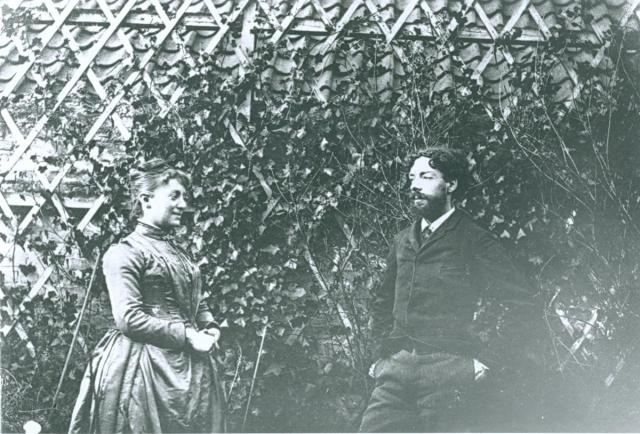
Foto von Mariette Rousseau und James Ensor, aufgenommen von Ernest Rousseau junior um 1888

Marietta Hannon Rousseau (* 20. März 1850 in Ixelles/Elsene, Belgien; † 14. Januar 1926 ebenda) war eine belgische Mykologin und Taxonomin. Sie gehörte zu den Pionierinnen der taxonomischen Mykologie.

## Leben und Werk

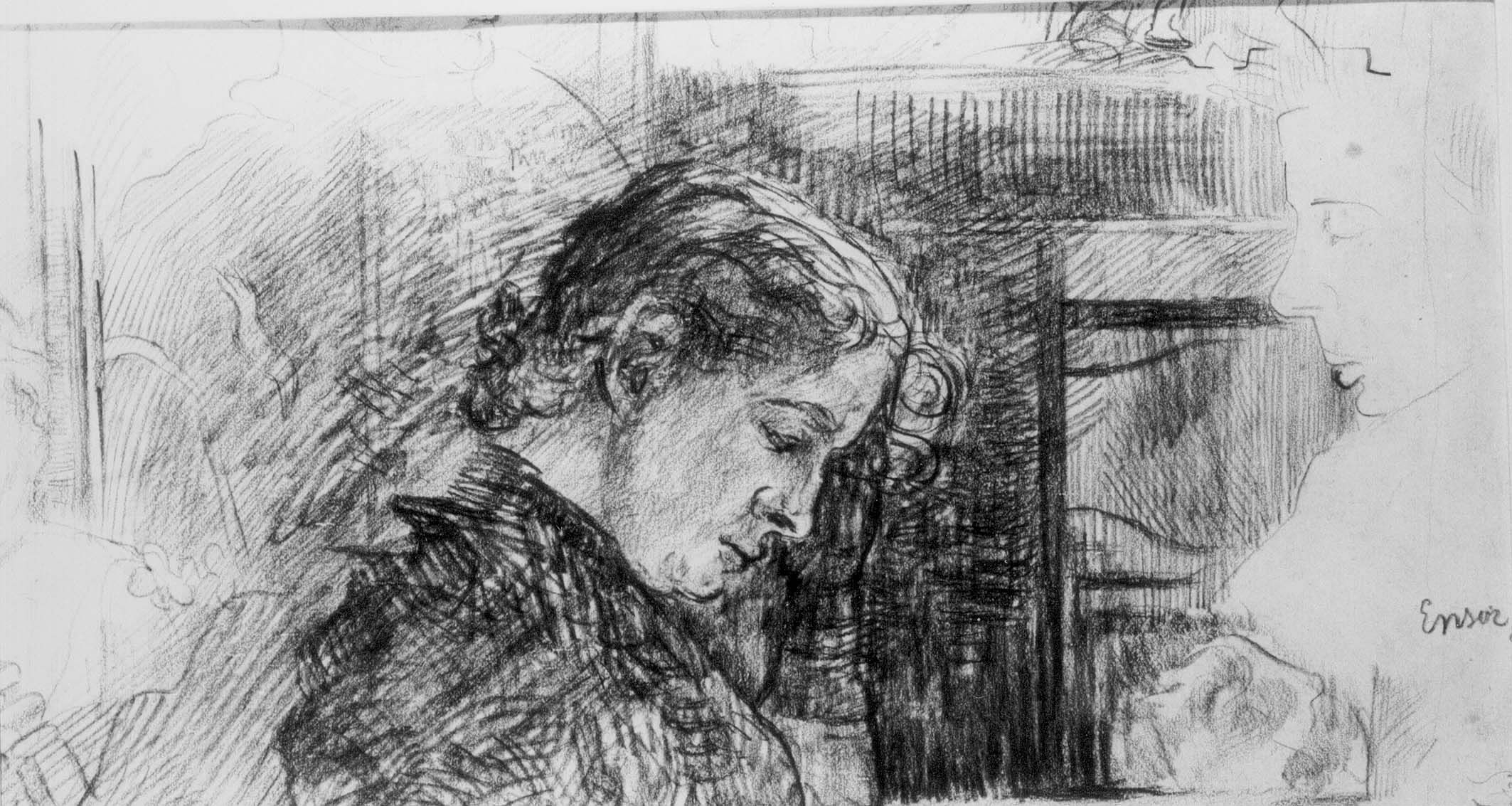
Porträt von Mariette Rousseau-Hanon von James Ensor, circa 1885. Sammlung des Museums der Schönen Künste, Ostende, Bleistiftzeichnung auf Papier 22,5 cm × 12,5 cm

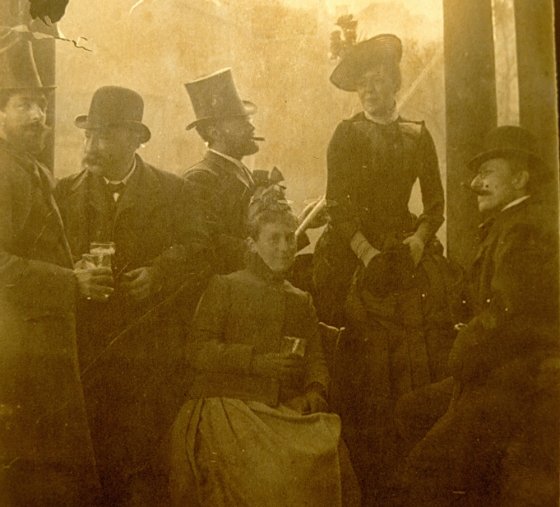
James Ensor, Ernest Rousseau, Willy Finch, Marie Ensor, Mariette Rousseau und Antonio Roiti, Foto aufgenommen von Ernest Rousseau Junior während einer Reise nach Brügge im Jahr 1888

Rousseau war die Tochter von Joseph-Désiré Hannon, Professor für Zoologie und vergleichende Anatomie an der Université libre de Bruxelles. Sie war die Schwester des Dichters und Malers Théo Hannon und des Fotografen Édouard Hannon. Während eines einjährigen Aufenthaltes in Deutschland studierte sie Sprachen und arbeitete als Lehrerin.
1871 heiratete sie den fast 20 Jahre älteren Freund ihres Vaters, Ernest Rousseau, der Professor für Zoologie und später Rektor der Université libre de Bruxelles war. Sie bekam mit ihm den Sohn Ernest Rousseau Junior, der Zoologe wurde und ein Freund des Künstlers James Ensor war. Ihr Haus entwickelte sich zu einem bekannten Salon der linken, intellektuellen und künstlerischen Elite der Stadt.

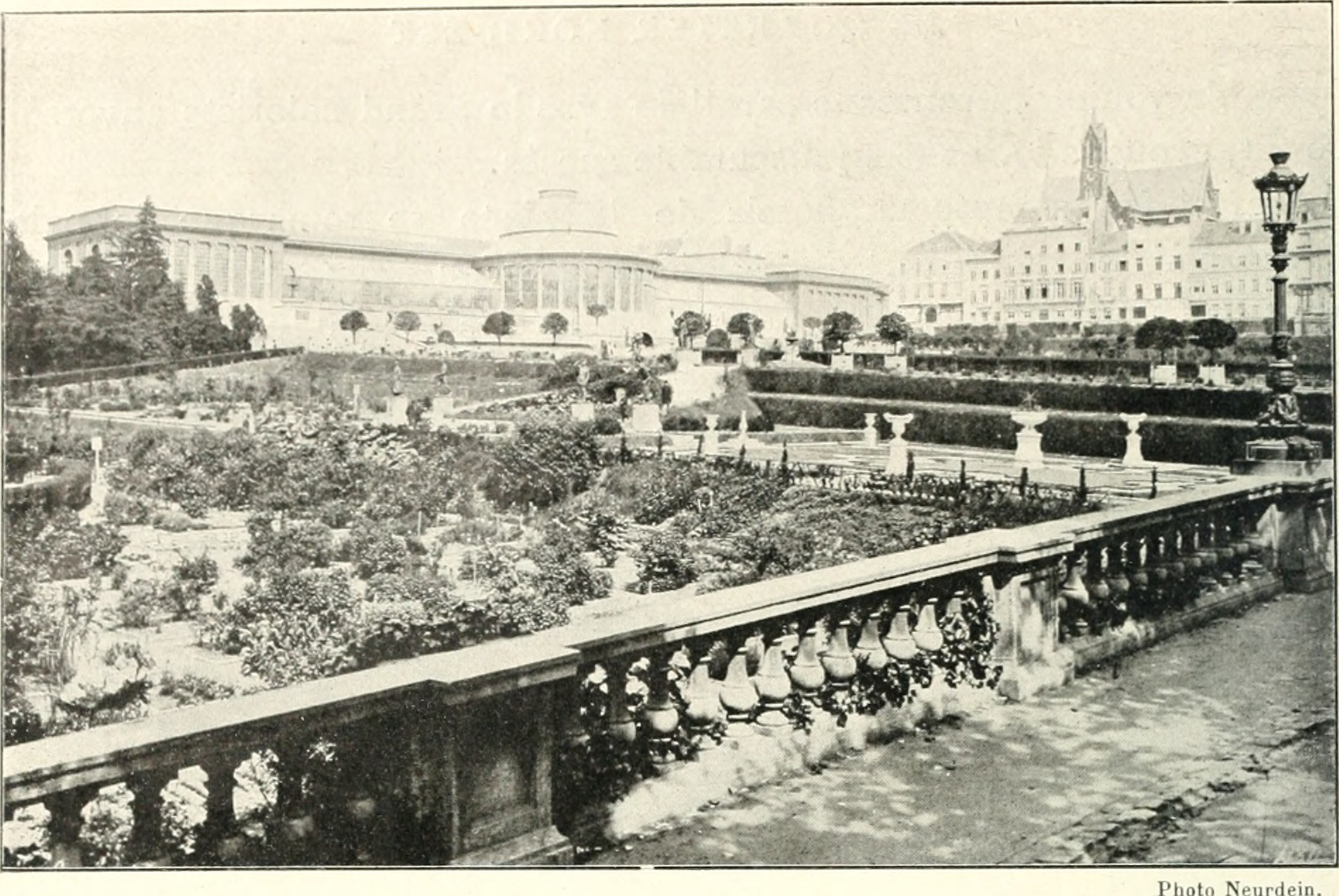
Der Staatliche Botanische Garten in Brüssel (1910)

1873 lernte sie die Botanikerin Elisa Caroline Bommer und deren Ehemann Jean-Edouard Bommer kennen. Auf dessen Rat hin beschlossen die beiden Frauen, ihre Forschung auf einheimische Pilze zu konzentrieren und folgten damit dem Beispiel der Nachbarländer, in denen die mykologische Forschung aktuell wurde. In Belgien hingegen wurde auf diesem Gebiet, mit Ausnahme der Veröffentlichungen von Marie-Anne Libert, Jean Kickx, Gerard Westendorp und Elias Magnus Fries, wenig geforscht. Dank François Crépin, dem Leiter des Botanischen Gartens von Brüssel, hatten die beiden Forscherinnen Zugang zur Bibliothek und den Sammlungen des Herbariums des Gartens. Sie führten auch gemeinsame Forschungen durch und verwendeten dabei die costa-ricanischen Pilzsammlungen von Henri François Pittier sowie Pilze, die das Team von Adrien de Gerlache während der belgischen Antarktisexpedition von 1897 bis 1899 gesammelt hatte.
Nachdem Bommer 1910 gestorben war, stellte sie ihre Sammeltätigkeit ein. Danach widmete sie sich der Pflege der mykologischen Sammlung im Botanischen Garten Brüssel, wo ihr Arbeitsräume zur Verfügung gestellt wurden. Rousseau organisierte öffentliche Pilzausstellungen und leitete Pilzexkursionen in den Sonienwald für die von ihrem Sohn gegründeten belgische Gesellschaft Les Naturalistes belges.
Ihr mykologisches Herbarium sowie das von Elisa Bommer sind im Botanischen Garten Meise hinterlegt. Ihr Herbarium und andere Materialien werden im Herbarium für Pflanzenpathologie der Cornell University und in der US National Fungus Collection in Beltsville in Maryland aufbewahrt.
Rousseau starb 1926 im Alter von 75 Jahren in Ixelles.
Die Gattung Roussoellopsis wurde nach ihr benannt und die Gattung Roussoella wurde von dem italienischen Mykologen Pier Andrea Saccardo nach ihr benannt.  M.Rousseau ist die botanische Standardabkürzung für Mariette Rousseau.

## Veröffentlichungen (Auswahl)
- mit E. Bommer: Catalogue des champignons observé aux environs de Bruxelles. Bulletin de la Société Royale de Botanique de Belgique 18(3), 1879, S. 61–219.
- mit E. Bommer: Florule mycologique des environs de Bruxelles. Bulletin de la Société Royale de Botanique de Belgique 23(1), 1884, S. 13–365.
- mit E. Bommer: Contributions à la flore mycologique de Belgique. Bulletin de la Société Royale de Botanique de Belgique 25(1), 1886, S. 13–365.
- mit E. Bommer: Contributions à la flore mycologique de Belgique, II. Bulletin de la Société Royale de Botanique de Belgique 26(1), 1887, S. 187–241.
- mit E. Bommer: Contributions à la Flore Mycologique de Belgique, III. Bulletin de la Société Royale de Botanique de Belgique 29(1), 1890, S. 205–302.
- mit E. Bommer: Primitiae Florae Costaericensis par Th. Durand et H. Pittier. Troisième fasicule. Fungi. Bulletin de la Société Royale de Botanique de Belgique 35, 1896, S. 151–166.

## Auszeichnungen
- 1924: Ritter des Leopoldsorden